# 斎藤歩
斎藤 歩（さいとう あゆむ、1964年〈昭和39年〉12月20日 - 2025年〈令和7年〉6月11日）は、日本の劇作家、演出家、俳優、演劇プロデューサー。北海道釧路市出身。ノックアウト所属。日本演出者協会理事。札幌座チーフディレクター。妻は女優の西田薫。

## 来歴

### 生い立ち
北海道釧路市に生まれ、父の転勤によって幼少期に本州に引っ越す。千葉県立佐倉高等学校を卒業。
父の母校であった北海道大学に進学。当初は地質学に興味があり、科学者志望だった。1984年、北大教養部自治会再建運動で委員長に立候補。民青系、社青同系、革マル系候補を圧倒する票を得たものの投票総数が規定に満たなかったため不成立となった。
ほぼ同時期、北大演劇研究会のアングラなテント公演、反天皇制演劇で知られる「驪団」公演を北大構内で行う運動をきっかけに演劇研究会に入会したのが演劇に関わるようになったきっかけである。大学は教養部2年生を3回繰り返すなどして、結局3年半で中退する。

### 劇団を旗揚げ
1987年、北大演劇研究会出身者を中心メンバーとして「札幌ロマンチカシアター魴鮄舎（そうぼうしゃ）」を旗揚げし、1995年の活動休止まで座長を務める。JR琴似駅北口の倉庫を拠点に公演を行う。その他、A.S.G（アーティスツ・ギルド・オブ・サッポロ）など数々の劇団に携わる。演出家、脚本家、俳優として北海道を中心に活動。80年代後半は鈴井貴之、増澤ノゾムとともに札幌の若手劇作家として注目された。
1996年、札幌市文化奨励賞を受賞。同年、北海道演劇財団設立に伴い、TPS（シアタープロジェクトさっぽろ）契約アーティストに就任。2000年、北の舞台創造実行委員会『逃げてゆくもの』演出で文化庁芸術祭優秀賞を受賞。この年より現在の事務所に所属となり、東京と北海道の2拠点を往復しながら活動している。2008年3月より、TPS代表幹事。2016年から2022年まで北海道演劇財団芸術監督。2023年、札幌芸術賞受賞。

### 2000年代以降
2002年、自作・自演・自演出の『冬のバイエル』がこの年の東京新聞現代劇ベスト5に選出される。2005年、『亀、もしくは…。』を作者カリンティ・フリジェシュの故国ハンガリーで上演。
2010年より、北海道戯曲賞最終選考委員を務める。2011年より城西国際大学メディア学部特別講師。また、北海道テレビ放送の番組審議会副委員長を務めている。
2020年、北海道演劇財団の理事長に就任。

### 晩年～死去
2021年、ステージ4の尿路上皮癌と診断され、2023年1月には余命半年の宣告を受けた。その宣告を受けてからも2年以上舞台俳優としての活動を続けた。
2024年、道内演劇界を長年支えた功労により第78回北海道新聞文化賞を受賞した。
2025年6月11日未明、尿管がんのため札幌市の自宅で死去。60歳没。同日の北海道演劇財団の理事会で理事長を退任する予定であり、その理事会の場で訃報が伝えられた。

## 人物
- 特技はピアノと水泳。
- 座右の銘は「塩梅」。
- 好きな役者はピート・ポスルスウェイト。
- 作家の佐川光晴とは北大の同期で長い交友がある。

## 出演

### 舞台
- ガリレオの生涯（作：ベルトルト・ブレヒト、演出：松本修）
- 三人姉妹（作：アントン・チェーホフ、演出：松本修）
- アメリカ（作：フランツ・カフカ、演出：松本修）
- 若草物語（作：ルイーザ・メイ・オルコット、演出：松本修）
- 冬のバイエル（作・演出：斎藤歩）
- コーカサスの白墨の輪（作：ベルトルト・ブレヒト、演出：串田和美）
- 亀もしくは…。（原作：カリンティ・フリジェシュ、脚色・演出：斎藤歩）
- 冬物語（作：ウィリアム・シェイクスピア、演出：斎藤歩）
- ささやく声（作：ジョー・ペンホール、演出：松本修）
- アンダンテ・カンタービレ〜歩く速さで歌うように〜（作・演出・音楽：斎藤歩）
- リア王の悲劇（作：ウィリアム・シェイクスピア　演出：佐藤信）
- 桜の園（作：アントン・チェーホフ　演出：熊林弘高）
- 演劇企画集団THE・ガジラ「わが闘争」（作・演出：鐘下辰男）
- 西線11条のアリア（作・演出：斎藤歩）
- 北緯43°のワーニャ（作：アントン・チェーホフ、演出：斎藤歩）
- 審判／失踪者（作：フランツ・カフカ、演出：松本修）
- 瀕死の王（作：ウジェーヌ・イヨネスコ、演出：佐藤信）
- 演劇集団キャラメルボックス「容疑者Xの献身身」（作：東野圭吾、演出：成井豊） - 草薙俊平
- アザー・デザート・シティーズ - ライマン（中嶋しゅうの代役）
- 背中から40分（演出：畑澤聖悟）
- 虹と雪、慟哭のカッコウ～SAPPORO’72（作・演出：納谷真大） - ドラマトゥルグ
- 音楽劇「ピーターと狼」（演出：斎藤歩）[12]

### 映画
- コンセント（2002年） - 角
- 金融破滅ニッポン 桃源郷の人々（2002年）
- 群青の夜の羽毛布（2002年）
- ごめん（2002年） - 瓜生直希
- OUT（2002年） - 杉本
- AIKI（2002年）
- 刑務所の中（2002年） - 工場担当・横山
- 壬生義士伝（2003年） - 伊東甲子太郎
- 船を降りたら彼女の島（2003年） - 佐藤
- 呪怨2（2003年）
- 陰陽師II（2003年） - 藤原兼通
- 油断大敵（2004年） - 猫田
- きょうのできごと（2004年）
- 天国の本屋〜恋火（2004年） - コンサート・マネージャー
- is A.（2004年） - 潮崎雅哉
- 稀人（2004年）
- 血と骨（2004年） - 玄昌休
- ねじりん棒（2004年） - 主演・井村直人
- ハサミ男（2005年） - 日高
- 村の写真集（2005年）
- ニライカナイからの手紙（2005年） - 崎山
- ノーパンツ・ガールズ（2005年）
- 夜のカフェ（2005年）
- 親指さがし（2006年）
- 童心（2006年）
- 天使の卵（2006年）
- 暗いところで待ち合わせ（2006年）
- みづうみ（2007年） - 藤原伸二
- 心（2007年）
- クローズZERO（2007年）
- 感情教育（2008年）
- アフタースクール（2008年） - チンピラ
- 世界で一番美しい夜（2008年） - 鬼塚健児
- 僕の彼女はサイボーグ（2008年） - 女子高立てこもり犯
- 神様のパズル（2008年）
- 百万円と苦虫女（2008年） - 黒澤祐三
- 帰郷★プレスリー（2008年）
- カフェ代官山II 夢の続き（2008年）
- ICHI（2008年）
- 魔法遣いに大切なこと（2008年） - ソラの父
- K-20 怪人二十面相・伝（2008年） - 技術将校
- 旅立ち〜足寄より〜（2009年） - 山本亮治
- ヤッターマン（2009年）
- クローズZERO II（2009年）
- 桃まつり「愚か者は誰だ」（2010年）
- 孤高のメス（2010年）
- 海猿３（2010年）
- ロストクライム -閃光-（2010年） - 飯島甲子雄
- 花と蛇3（2010年）
- 十三人の刺客（2010年） - 賭場のヤクザ
- 雷桜（2010年、東宝）
- 犬とあなたの物語 いぬのえいが（2011年） - 保健所の職員
- 白夜行（2011年、GAGA/WOWOW） - 古賀久志
- 神様のカルテ（2011年） - 横田
- 夜のカフェ（2011年）
- 一命（2011年）
- Snow Child（2011年）
- 逆転裁判（2012年）
- 家をたてること（2012年）
- アウトレイジ ビヨンド（2012年） - 山王会組員
- 39窃盗団（2012年）
- 許されざる者（2013年）
- 茜色クラリネット（2014年） - 藍の父 二ノ宮淳
- ユラメク（2014年）
- 恋する・ヴァンパイア（2015年）
- ボクは坊さん。（2015年）
- 殿、利息でござる!（2016年） - 八島伝之助
- 日本で一番悪い奴ら（2016年）
- 超高速！参勤交代 リターンズ（2016年）
- 探偵はBARにいる3（2017年） - 工藤啓吉
- 沈黙ーサイレンス－（2017年） - 牢番3
- 羊と鋼の森（2018年）
- 空飛ぶタイヤ（2018年） - 浜崎紀之
- ホテルローヤル（2020年） - 能代正太郎

### 劇場版アニメ
- サマーウォーズ（2009年） - 陣内侘助[13]

### オリジナルビデオ
- 岸和田少年愚連隊野球団（2000年）
- オールナイトロング イニシャル0（2003年） - 主演
- 実録・竹中正久の生涯 荒らぶる獅子 前篇（2003年） - 竹中英男
- 恐喝こそ、我が人生（2006年）
- コスプレの人（2006年）

### テレビドラマ
1999年
- 月曜ドラマスペシャル 向田邦子終戦特別企画「あさき夢見し」（TBS）

2001年
- HERO 第8話（フジテレビ）
- 土曜ワイド劇場 京都B級グルメ殺人メニュー（テレビ朝日）
- はみだし刑事情熱系 Part6 第7話（テレビ朝日）

2002年
- ドラマDモード 彼女たちの獣医学入門（NHK）
- 火曜サスペンス劇場1000回突破記念作品 松本清張スペシャル 鬼畜（日本テレビ） - チラシ印刷の依頼者 役
- 世にも奇妙な物語02秋の特別編 採用試験（フジテレビ） - 52番 役
- 月曜ドラマスペシャル 名探偵キャサリン12「坂本龍馬殺人事件」（TBS）
- トリック2 第3話・第4話（テレビ朝日）
- 壬生義士伝（テレビ東京）
- 女と愛とミステリー ミイラが呼んでいる（テレビ東京）

2003年
- 女と愛とミステリー 異端の夏（2003年1月22日、テレビ東京、原作：藤田宜永、主演：渡辺謙） - 中村敬二
- テレビ東京スペシャルドラマ ラブ・レター（テレビ東京）
- NHK北海道スペシャル ドキュメンタリー顔（NHK） - レギュラー
- おとり捜査官・北見志穂7（テレビ朝日）
- パラダイス・チケット2（FBS）
- 温泉仲居探偵2（TBS）
- 時空警察捜査一課PART3（日本テレビ）
- 竜馬がゆく（テレビ東京）

2004年
- 天切り松 闇がたり（フジテレビ）
- おばさんデカ 第13作（フジテレビ）

2005年
- 女と愛とミステリー 松本清張特別企画・黒い画集〜紐（テレビ東京） - 三枝隆司 役
- 火曜サスペンス劇場 事件記者・三上雄太3（日本テレビ） - 望月雅彦 役
- DRAMA COMPLEX 河井継之助 駆け抜けた蒼龍（日本テレビ） - 酒井貞蔵 役
- 金曜エンタテイメント 京都祇園入り婿刑事事件簿12（フジテレビ）
- モノクロームの反転（TBS） - 戸田 役
- 放送80周年記念大型ドラマ ハルとナツ 届かなかった手紙（10月2日 - 10月6日、NHK） - 中山昭三 役
- 愛の劇場 病院へ行こう!（TBS）

2006年
- 新春ワイド時代劇「天下騒乱〜徳川三代の陰謀」（テレビ東京）
- 特命!刑事どん亀（TBS）
- がきんちょ〜リターン・キッズ〜（TBS）
- CUPSEL（フジテレビ）
- 木曜時代劇 次郎長背負い富士（NHK）
- DRAMA COMPLEX 私が私であるために（日本テレビ）

2007年
- トリハダ〜夜ふかしのあなたにゾクッとする話を 第六話「そこにある欲望と衝動の闇」（フジテレビ）
- 水曜ミステリー9 旅行作家・茶屋次郎7（テレビ東京） - 松永隆彦 役
- 柳生十兵衛七番勝負 最後の闘い 第5話（NHK）
- 週刊 赤川次郎〜美しい闇（テレビ東京）
- 刺客請負人（テレビ東京）
- 相棒 season6 第4話「TAXI」（11月14日、テレビ朝日） - 八嶋淳 役

2008年
- ブラッデイ・マンデイ（TBS） - 鎌田淳一郎 役

2009年
- BOSS 第10 - 11話（フジテレビ） - 服役中「黒い月」幹部 役
- 猿ロック 第13 - 14話（読売テレビ・日本テレビ系）
- 土曜ドラマ 外事警察（NHK総合） - 滝沢大聖 役
- 木曜ナイトドラマ 傍聴マニア09〜裁判長!ここは懲役4年でどうすか〜（日本テレビ） - 加賀見智也 役
- 素晴らしい世界「君影草」（北海道テレビ） - 竹村裕司 役[14]

2010年
- 土曜時代劇 咲くやこの花 最終回（NHK総合） - 役人 役
- 絶対零度〜未解決事件特命捜査〜 第10話（フジテレビ） - 浅井政文 役
- ジョーカー 許されざる捜査官（フジテレビ） - 灘木剛士 役
- GM〜踊れドクター 第9 - 10話（TBS） - 佐伯教授 役
- 月曜ゴールデン 警部・柘植京介（9月13日、TBS） - 兵藤泰成 役
- 古代少女隊ドグーンV 第3話（毎日放送） - 大和課長/妖怪スキンシップ 役
- NHK大河ドラマ 龍馬伝 第42回「いろは丸事件」（10月17日、NHK） - 紀州藩士・岡本覚十郎 役
- モリのアサガオ（10月 - 12月、テレビ東京） - 田尻勝男 役

2011年
- ハンチョウ〜神南署安積班〜 シリーズ4 第3話「シェルターの女…DV夫から逃げる妻たち」（TBS） - 望月裕一 役
- CONTROL〜犯罪心理捜査〜 第8 - 9話（フジテレビ） - 滝沢健史 役
- 生まれる。（TBS） - 中野瑛太 役
- ほんとにあった怖い話 夏の特別編2011「悪夢の十三日」（フジテレビ）
- 帰郷（TBS） - 斎藤正文 役

2012年
- 新春ワイド時代劇 忠臣蔵〜その義その愛（テレビ東京） - 柳沢吉保 役
- 運命の人（TBS） - 鳥井裕三 役
- 月曜ゴールデン 警視・深町征爾「狼は天使の匂い」（1月30日、TBS） - 警部・平久保篤 役
- 月曜ゴールデン 赤かぶ検事奮戦記4（12月10日、TBS） - 布浦修 役

2013年
- 月曜ゴールデン 松本清張没後20年スペシャル・寒流（1月14日、TBS） - 加藤 役
- 土曜ドラマスペシャル メイドインジャパン（NHK総合） - 五十嵐泰 役
- 月曜ゴールデン 女医・早乙女美砂 ガラスの階段（2月4日、TBS） - 藤田 役
- モメる門には福きたる（フジテレビ） - 和樹 役
- でたらめヒーロー 第1話（日本テレビ）
- 遺留捜査 第3シリーズ 第2話（4月24日、テレビ朝日） - 筧英雄 役
- 月曜ゴールデン 警視・深町征爾2「殺人者にラブソングを」（7月8日、TBS） - 警部・平久保篤 役
- 名もなき毒（8月 - 9月、TBS） - 萩原弘 役
- スペシャルドラマ こうのとりのゆりかご〜「赤ちゃんポスト」の6年間と救われた92の命の未来〜（11月25日、TBS） - 厚生労働省役人 役

2014年
- 隠蔽捜査 第3・5・10・11話（1月 - 3月、TBS） - 下平栄介 役
- 夜のせんせい 最終話（3月21日、TBS） - 鮫島 役
- ホワイト・ラボ〜警視庁特別科学捜査班〜 第3話（4月28日、TBS） - 真木繁雄 役
- 55歳からのハローライフ 第3話（6月28日、NHK） - カメラマン 役
- ゼロの真実〜監察医・松本真央〜 第1話（7月17日、テレビ朝日） - 三神忠勝 役
- 水曜ミステリー9 罪火（12月10日、テレビ東京） - 森岡雅博 役[15]
- 土曜ワイド劇場 ヤメ検の女5（12月20日、朝日放送） - 相原努 役
- パンドラ～永遠の命～（WOWOW）
- 平成猿蟹合戦図（WOWOW）
- メルトダウン File５ 知られざる大量放出（NHK）
- LOVE YOU ONLY（フジテレビ）

2015年
- アイアングランマ（1月 - 2月、NHK BSプレミアム） - 柳沢 役
- 相棒
  - season13 第15話「鮎川教授最後の授業」（2月11日、テレビ朝日） - 溝口誠 役
  - season13 第16話「鮎川教授最後の授業・解決篇」（2月18日、テレビ朝日） - 溝口誠 役
- 土曜ワイド劇場 法医学教室の事件ファイル40（2月14日、テレビ朝日） - 松村光彦 役
- ビート 警視庁強行犯 樋口顕（8月26日、テレビ東京） - 根岸民雄 役
- 土曜ワイド劇場 司法教官・穂高美子4（10月31日、テレビ朝日） - 葉山光司 役
- 農業女子はらぺ娘（12月16日、NHK BSプレミアム） - 由佳の父親 役

2016年
- 月曜ゴールデン 浅見光彦シリーズ35「風の中の櫻子」（3月28日、TBS） - 土田刑事 役
- 荒地の恋（WOWOW） - 加山孝蔵 役
- NHKスペシャル シリーズメルトダウン・88時間（NHK）
- ドラマスペシャル 狙撃（10月2日、テレビ朝日） - 竹下実 役

2017年
- 精霊の守り人II 悲しき破壊神 第1・3・6・8・9話（1月21日 - 3月25日、NHK総合）
- 更生補導員・深津さくら 殺人者の来訪～告解者～（3月26日、テレビ東京） - 梶輝夫 役[16]
- G.W.ミステリー特別企画 さすらい署長 風間昭平13（5月3日、テレビ東京） - 本川和志 役
- セブンティーン、北杜 夏（6月4日、山梨放送） - 鈴木治 役[17]
- 伝七捕物帳2 第5回（9月1日、NHK BSプレミアム） - 堀江市蔵 役
- 警視庁ゼロ係〜生活安全課なんでも相談室〜 SECOND SEASON 第7話（9月8日、テレビ東京） - 室井宏明 役[18]
- 金曜ナイトドラマ 重要参考人探偵 第6話（11月24日、テレビ朝日）

2018年
- NHK連続テレビ小説 半分、青い。（NHK） - 部長 役

2019年
- チャンネルはそのまま!（3月18日 - 3月22日、北海道テレビ） - 城ヶ崎護 役
- 永遠のニシパ 〜北海道と名付けた男 松浦武四郎〜（7月15日、NHK札幌・NHK総合） - 湊屋彦兵衛 役

2020年
- 頭取 野崎修平 第1話（WOWOW）[19]
- 日曜プライム 西村京太郎トラベルミステリー72「十津川警部のラストラン」（テレビ朝日） - 広松文也 役
- NHK連続テレビ小説 エール 第72・73・75回（NHK） - 武田少佐 役

### その他テレビ
- 課外授業 ようこそ先輩「奥へ奥へ　心の奥へ〜詩人 小池昌代〜」（語り）
- HTBノンフィクション「生ききる：俳優と妻の夜想曲」（2025年2月2日放送）

### コマーシャル
- ローバー（ナレーション）
- 日本郵政公社「簡易保険 ながいきくん」（ナレーション）
- kanebo「赤い美白エッセンス」（ナレーション）
- SONY「VAIO」「ブラビア」（ナレーション）
- 花王「ヘルシア緑茶」（ナレーション）
- スバル「レガシィアウトバック」
- 日産自動車「ラフェスタ」
- 日立製作所「Prius」
- ハーゲンダッツ「ドルチェ」
- 野村證券企業CM
- トヨタ自動車企業CM
- 武田製薬「アリナミン」（ナレーション）
- セブン＆アイ「おみそしる」
- 三菱自動車「NEWアウトランダー PHEV」
- 日清オイリオ（ナレーション）
- ネスレ「香味焙煎」
- CHOYA「ウメッシュ」（ナレーション）
- ボルタレン（ナレーション）
- みずほ銀行
- スターツ（ナレーション）